# Georgetown (condado de Vermilion, Illinois)
Georgetown es una ciudad ubicada en el condado de Vermilion en el estado estadounidense de Illinois. En el Censo de 2010 tenía una población de 3474 habitantes y una densidad poblacional de 831,05 personas por km².

## Geografía
Georgetown se encuentra ubicada en las coordenadas 39°58′39″N 87°38′7″O / 39.97750, -87.63528. Según la Oficina del Censo de los Estados Unidos, Georgetown tiene una superficie total de 4.18 km², de la cual 4.18 km² corresponden a tierra firme y (0%) 0 km² es agua.

## Demografía
Según el censo de 2010, había 3474 personas residiendo en Georgetown. La densidad de población era de 831,05 hab./km². De los 3474 habitantes, Georgetown estaba compuesto por el 94.47% blancos, el 2.94% eran afroamericanos, el 0.26% eran amerindios, el 0% eran asiáticos, el 0% eran isleños del Pacífico, el 0.35% eran de otras razas y el 1.99% pertenecían a dos o más razas. Del total de la población el 1.18% eran hispanos o latinos de cualquier raza.